# فیکی فولیه
فیکی فولیه یک منطقهٔ مسکونی در سومالی است که در سناج (سومالی) واقع شده‌است.